# Erik Essousse
Erik Essousse est un haut fonctionnaire camerounais. Il dirige Elecam, l'agence nationale chargée de la supervision des élections au Cameroun.

## Biographie

### Origines et formations
Erik Essousse est né le 5 juillet 1951 à Ndokagnak dans le Nkam au Cameroun. Il est chrétien évangéliste d’obédience protestante baptiste, est ancien de l’église depuis 40 ans. Sur le plan familiale, Le Directeur Général des Elections, Erik Essoussest marié et père de deux enfants. et chef dans la famille Kotti,. Il est titulaire de diplômes des universités à Yaoundé et à Paris.

### Carrière
Erik Essousse dirige Elecam, l'agence nationale chargée de la supervision des élections au Cameroun,,,,. D'abord, directeur général adjoint, il remplace Abdoulaye Babale en mai 2018. 
En mai 2024. Maurice Kamto, leader de l'opposition, demande sa démission à la suite de soupçons de collision avec l'administration camerounaise et le RDPC, parti au pouvoir. 
Erik Essousse est enseignant à l'Enam et auteur de plusieurs ouvrages,,.